# Puente la Reina
Puente la Reina là một đô thị trong tỉnh và cộng đồng tự trị Navarre, Tây Ban Nha. Đô thị này có diện tích là 39,7 ki-lô-mét vuông, dân số năm 2007 là người với mật độ người/km². Đô thị này có cự ly 24 km so với tỉnh lỵ Pamplona.